# Aphelinis xanthosternon
Aphelinis xanthosternon är en skalbaggsart som beskrevs av Thierry Bourgoin 1919. Aphelinis xanthosternon ingår i släktet Aphelinis och familjen Cetoniidae. Inga underarter finns listade i Catalogue of Life.